# Cleistanthus isabellinus
Cleistanthus isabellinus är en emblikaväxtart som beskrevs av Adolph Daniel Edward Elmer. Cleistanthus isabellinus ingår i släktet Cleistanthus och familjen emblikaväxter. Inga underarter finns listade i Catalogue of Life.